# Bukinje
Bukinje (en cyrillique : Букиње) est un village de Bosnie-Herzégovine. Il est situé sur le territoire de la ville de Tuzla, dans le canton de Tuzla et dans la fédération de Bosnie-et-Herzégovine. Selon les premiers résultats du recensement bosnien de 2013, il compte 663 habitants.

## Géographie
Le village est situé sur les bords de la rivière Jala, un affluent de la Spreča.

## Démographie

### Évolution historique de la population dans la localité
| 1948 | 1953 | 1961  | 1971  | 1981  | 1991 | 2013 |
| ---- | ---- | ----- | ----- | ----- | ---- | ---- |
| -    | -    | 1 102 | 2 281 | 2 555 | 882  | 663  |

|  |

### Communautés locales
En 1991, la communauté locale de Bukinje comptait 1 764 habitants, répartis de la manière suivante :